# Штыков, Терентий Фомич
Тере́нтий Фоми́ч Шты́ков (28 февраля [13 марта] 1907, Городокский уезд, Витебская губерния — 25 октября 1964, Москва) — советский политический, партийный, военный деятель и дипломат. Генерал-полковник (1944). Чрезвычайный и полномочный посол (1948).
Член ВКП(б) с 1929 года. Кандидат в члены ЦК ВКП(б) (1939—1952), член ЦК КПСС (1956—1961). Делегат XVIII (1939) съезда ВКП(б).
Депутат Верховного Совета СССР II и IV созывов.

## Биография
Родился в крестьянской семье. Белорус. Окончил профессионально-техническую школу (1927).
- В 1931—1938 годах — на комсомольской работе в Ленинграде, секретарь Октябрьского райкома ВЛКСМ, заместитель секретаря и секретарь парткома завода, председатель райсовета, первый секретарь Выборгского райкома ВКП(б) города Ленинграда.
- В 1938—1945 годах — 2-й секретарь Ленинградского обкома ВКП(б) (при первом секретаре — А. А. Жданове). В октябре–ноябре 1938 года входил в состав особой тройки НКВД, активно участвуя в сталинских репрессиях в Ленинграде и Новгородчине.
- С декабря 1939 по март 1940 года — член Военного совета 7-й армии.
- В сентябре 1941 года — член Военного совета Ленинградского фронта.
- С апреля 1943 по февраль 1944 года — член Военного совета Волховского фронта. 29 января 1944 года в Новгороде Штыков (в качестве председателя Ленинградской областной чрезвычайной государственной комиссии) работал по расследованию немецких военных преступлений[2]
- В феврале—ноябре 1944 года — член Военного совета Карельского фронта.
- В апреле—августе 1945 года — член Военного совета Приморской группы войск Дальневосточного фронта.
- В августе—сентябре 1945 года — член Военного совета 1-го Дальневосточного фронта.
- С сентября 1945 по ноябрь 1948 года — член Военного совета (с июня 1947 года — заместитель командующего войсками по политической части) Приморского военного округа[3].
- В 1946—1947 годах — глава советской делегации в Советско-американской комиссии по Корее.
- С 16 октября 1948 по 14 декабря 1950 года — чрезвычайный и полномочный посол СССР в КНДР. Освобождён от обязанностей за «просчёты в работе, проявившиеся в период контрнаступления американских и южнокорейских войск в северных районах Кореи»[4].

Меня представили послу, в прошлом кадровому генерал-полковнику Т. Ф. Штыкову. Крепко скроенный, с широким, немного скуластым лицом, он казался старше своих 43 лет. Терентий Фомич пользовался уважением всех сотрудников посольства за принципиальность, особенно в деловых вопросах, доброжелательное отношение к окружавшим его людям.— вспоминал дипломат В. А. Тарасов
- В связи с неудачным развитием боевых действий корейских войск в ходе Корейской войны в декабре 1950 года снят с должности посла в КНДР, обвинён в недостоверной информации советского руководства о положении в КНДР.
- В 1950—1951 годах — сотрудник Дальневосточного отдела МИД СССР.
- С 3 февраля 1951 года — постановлением Совета министров СССР понижен в воинском звании до генерал-лейтенанта, в середине февраля уволен из Советской армии в запас.
- В 1951—1954 годах — заместитель председателя Исполкома Калужского областного Совета.
- С 13 января 1954 по 27 января 1956 года — первый секретарь Новгородского областного комитета КПСС.
- С 22 января 1956 по май 1959 года — первый секретарь Приморского краевого комитета КПСС.
- 8 февраля 1956 года восстановлен в воинском звании генерал-полковник.
- С 31 мая 1959 по 6 июля 1960 года — чрезвычайный и полномочный посол СССР в Венгрии.
- С сентября 1961 по февраль 1963 года — председатель Комиссии государственного контроля СМ РСФСР.
- С февраля 1963 по октябрь 1964 года — заместитель председателя Комитета партийно-государственного контроля Бюро ЦК КПСС по РСФСР и СМ РСФСР[5].

Похоронен на Богословском кладбище Санкт-Петербурга.

## Память
- Именем Терентия Фомича Штыкова названы посёлок в Приморском крае, а также в 1967—1991 годах называлась улица в Новгороде (ныне Яковлева улица).

## Воинские звания
- бригадный комиссар (1939)
- генерал-майор (6 декабря 1942)
- генерал-лейтенант (24 августа 1943)
- генерал-полковник (2 ноября 1944)
- генерал-лейтенант (3 февраля 1951)
- генерал-полковник (8 февраля 1956)

## Награды
- 3 ордена Ленина (4 апреля 1939, 12 марта 1957[7], …)
- Орден Красного Знамени (21 марта 1940)
- Орден Суворова I степени (2 ноября 1944)
- 3 ордена Кутузова I степени (21 марта 1944, 29 июля 1944, 8 сентября 1945)
- Медали СССР
- Орден Государственного флага I степени (КНДР, 23 декабря 1948)
- Орден «Юнь-Гуй» (Китайская республика)
- Медаль «За освобождение Кореи» (КНДР)